# باشگاه فوتبال پاسارگاد مانیل
باشگاه فوتبال پاسارگاد مانیل یک باشگاه فوتبال است   که در سال ۱۹۹۶ توسط اسماعیل صدیق در مانیل، پایتخت فیلیپین بنیانگذاری شده و از سال ۲۰۱۶ لیگ برتر این کشور به میدان می‌رود.
درحال حاضر پاسارگاد در رشته های فوتبال و فوتسال مردان و زنان فعالیت می کند.